# Aeródromo de Xaxaba
O Aeródromo de Xaxaba (ICAO: FBXB) é uma pista de pouso a 3,5 quilômetros (2,2 mi) oeste de Xaxaba, uma aldeia no delta do Cubango, em Botsuana. Serve vários campos de safari na área. A pista fica do lado de fora da Reserva de Caça Moremi.